# Le Carrousel
Le Carrousel est une compagnie de théâtre fondée à Montréal en 1975 par l'autrice Suzanne Lebeau et le metteur en scène Gervais Gaudreault. Elle est l'une  des toutes premières compagnies canadiennes à se consacrer entièrement aux spectacles destinés au jeune public.

## Mandat
Le Carrousel, compagnie de théâtre crée, produit et diffuse des œuvres théâtrales pour les jeunes publics et pose la question du « Quoi dire aux enfants ? ». Il poursuit une profonde réflexion sur l’autocensure de l’artiste face au jeune public. Il a créé un répertoire d’œuvres originales, considérées, au Québec et à l’étranger, comme des repères majeurs dans l’histoire du théâtre jeune public. 

## Direction artistique
De 1975 à 2016, la compagnie est dirigée par ses deux cofondateurs Suzanne Lebeau et Gervais Gaudreault. En 2016, Marie-Eve Huot prend le relais de Suzanne Lebeau à la codirection artistique du Carrousel aux côtés de Gervais Gaudreault. À l'automne 2021, Marie-Eve Huot prend seule la direction artistique du Carrousel.

## Théâtrographie
- 1975 : Ti-Jean voudrait bien s'marier mais... Texte : Suzanne Lebeau - Mise en scène : Jean Fugère
- 1976 : Le jardin qui s'anime - Texte : Suzanne Lebeau - Mise en scène : Jean Fugère
- 1977 : Chut! Chut! Pas si fort - Texte : Suzanne Lebeau - Mise en scène : Mona Latif-Ghattas
- 1977 :  La chanson improvisée - Texte : Suzanne Lebeau - Mise en scène : Pascal Desgranges et Mona Latif-Ghattas
- 1978 : Petite ville deviendra grande - Texte : Suzanne Lebeau - Mise en scène : Alain Fournier
- 1979 : Une lune entre deux maisons - Texte : Suzanne Lebeau - Mise en scène : Gervais Gaudreault et Léo Munger[3]
- 1982 : Les petits pouvoirs - Texte : Suzanne Lebeau - Mise en scène : Lorraine Pintal
- 1984 : La marelle - Texte: Suzanne Lebeau - Mise en scène : Alain Grégoire[4]
- 1987 : Gil - Texte : Suzanne Lebeau, d'après le roman Quand j'avais 5 ans je m'ai tué, d'Howard Buten - Mise en scène : Gervais Gaudreault[5]
- 1988 : 242M106 - Texte : Hélène Lasnier - Mise en scène : Alain Grégoire[6]
- 1989 : Comment vivre avec les hommes quand on est un géant - Texte : Suzanne Lebeau - Mise en scène : Gervais Gaudreault[7]
- 1991 : Conte du jour et de la nuit - Texte : Suzanne Lebeau - Mise en scène : Gervais Gaudreault[8]
- 1993 : Contes d'enfants réels - Texte : Suzanne Lebeau - Mise en scène : Gervais Gaudreault[8]
- 1994 : Salvador : Texte : Suzanne Lebeau - Mise en scène : Gervais Gaudreault[8]
- 1996 : Petit navire - Texte : Normand Chaurette - Mise en scène : Gervais Gaudreault[9]
- 1997 : L'Ogrelet - Texte : Suzanne Lebeau - Mise en scène : Gervais Gaudreault[10]
- 1999 : L'Autoroute - Texte : Dominick Parenteau-Lebeuf - Mise en scène : Gervais Gaudreault[11]
- 2002 : Petit Pierre - Texte : Suzanne Lebeau - Mise en scène : Gervais Gaudreault[12]
- 2005 : Le pays des genoux - Texte : Suzanne Lebeau - Mise en scène : Gervais Gaudreault [13]
- 2006 : Souliers de sables - Texte : Suzanne Lebeau - Mise en scène : Gervais Gaudreault[14]
- 2009 : Le bruit des os qui craquent - Texte : Suzanne Lebeau - Mise en scène : Gervais Gaudreault[15]
- 2010 : Nuit d'orage - Texte  : Michèle Lemieux - Adaptation et mise en scène : Gervais Gaudreault[16]
- 2012 : Une lune entre deux maisons - Texte : Suzanne Lebeau - Mise en scène : Marie-Eve Huot[17]
- 2013 : Gretel et Hansel - Texte : Suzanne Lebeau - Mise en scène : Gervais Gaudreault[18]
- 2014 : Chaîne de montage - Texte : Suzanne Lebeau - Mise en scène : Gervais Gaudreault[19]
- 2016 : Trois petites sœurs - Texte : Suzanne Lebeau - Mise en scène : Gervais Gaudreault[20]
- 2018 : Une lune entre deux maisons - Texte : Suzanne Lebeau - Mise en scène : Marie-Eve Huot[21]
- 2020 : La question du devoir - Texte : Emilie Plazolles en collaboration avec Yannick Duret et Gilles Abel - Adaptation et mise en scène : Marie-Eve Huot[22]
- 2021 : Antigone sous le soleil de midi - Texte : Suzanne Lebeau - Mise en scène : Marie-Eve Huot[23]

## Prix
- 2018 : Premios Atina, prix du meilleur spectacle étranger présenté en Argentine, pour Gretel y Hansel[24].
- 2016 : Meilleure œuvre internationale présentée à Córdoba (Argentine) en 2015 : Premio provincial de teatro, pour Chaîne de montage[25].
- 2010 : Prix de littérature dramatique des collégiens en Île-de-France Collidram, pour Le bruit des os qui craquent.
- 2009 : Prix littéraire du Gouverneur général, pour Le bruit des os qui craquent[26].
- 2009 : Prix de la critique, remis par l’Association québécoise des critiques de théâtre, pour Le bruit des os qui craquent[27].
- 2009 : Prix Sony Labou Tansi des lycéens, pour Le bruit des os qui craquent[28].
- 2008 : Distinction de la Comédie-Française, pour Le bruit des os qui craquent[29].
- 2007 : Prix des Journées de Lyon des auteurs de théâtre, pour Le bruit des os qui craquent[30].
- 2004 : Prix du Mérite technique, Institut canadien des technologies scénographiques, pour Petit Pierre[31].
- 2000 : Prix Teatralia, Festival Teatralia, Madrid, Espagne, pour El Ogrito (L'Ogrelet)[32].
- 2000 : Masques du texte original et de la conception d'éclairages, Académie québécoise du théâtre, pour L'Ogrelet[32].
- 1996 : Grand Prix Tchicaya U Tam'Si, Concours RFI Théâtre, Radio France Internationale, pour Petit Navire[33].
- 1994 : Prix Francophonie jeunesse, Radio France Internationale/Francophonies théâtrales pour la jeunesse, pour Salvador[34].
- 2007 : Premios Atina 2007, prix du meilleur spectacle étranger présenté en Argentine, pour Cuentos de niños reales (Contes d'enfants réels)[35].
- 1993 : Meilleure production jeune public, Association québécoise des critiques de théâtre, pour Contes d'enfants réels[36].
- 1994 : Meilleure production jeune public, Académie québécoise du théâtre, pour Contes d'enfants réels[36].
- 1991 : Grand Prix de théâtre, Journal de Montréal, pour Conte du jour et de la nuit[8].
- 1988 : Meilleure production jeune public, Association québécoise des critiques de théâtre, pour Gil, d'après le roman d'Howard Buten Quand j'avais cinq ans je m'ai tué[8].
- 1985 : Chalmers Children's Play Award, pour Les Petits Pouvoirs/Little Victories[1].